# Valle de la Serena
Valle de la Serena là một đô thị ở tỉnh Badajoz, cộng đồng tự trị Extremadura, Tây Ban Nha. Theo điều tra dân số 2004 của Viện thống kê Tây Ban Nha (INE), đô thị này có dân số là 1414 người. Diện tích đô thị này là 121,4 ki-lô-mét vuông. Đô thị này nằm ở độ cao 423 m trên mực nước biển.